# كيتكه (مهاباد)
قرية كيتكه (بالكردية: کیتکە) هي إحدى القرى التابعة لـكاني بازار في ريف قسم خليفان من مقاطعة مهاباد، في محافظة أذربیجان الغربیة الإيرانية.

## السكان
حسب إحصاءات سنة 2006، بلغ إجمالي السكان في كيتكه 291 نسمة وعدد المساكن 36 مسكن. لغة سكان كيتكه هي اللغة الكردية وهم من أهل السنة والجماعة والمذهب الشافعي.